# Italie au Concours Eurovision de la chanson 1990
L'Italie a participé au Concours Eurovision de la chanson 1990 à Zagreb, en Yougoslavie. C'est la 32e participation ainsi que la 2e victoire italienne, au Concours Eurovision de la chanson.
Le pays est représenté par Toto Cutugno et la chanson Insieme: 1992, sélectionnés en interne par la Radiotelevisione Italiana (RAI).

## Sélection
Le radiodiffuseur italien, la Radiotelevisione Italiana, choisit l'artiste et la chanson en interne pour représenter l'Italie au Concours Eurovision de la chanson 1990.
Lors de cette sélection, c'est le chanteur Toto Cutugno et la chanson Insieme: 1992, également écrite et composée par l'interprète, qui furent choisies.

## À l'Eurovision

### Points attribués par l'Italie
| 12 points | Autriche    |
| 10 points | Yougoslavie |
| 8 points  | Espagne     |
| 7 points  | Danemark    |
| 6 points  | Royaume-Uni |
| 5 points  | Allemagne   |
| 4 points  | Chypre      |
| 3 points  | Islande     |
| 2 points  | Pays-Bas    |
| 1 point   | Luxembourg  |

### Points attribués à l'Italie
| 12 points                    | 10 points                               | 8 points                                            | 7 points   | 6 points                             |
| ---------------------------- | --------------------------------------- | --------------------------------------------------- | ---------- | ------------------------------------ |
| - Chypre - Espagne - Irlande | - Grèce - Luxembourg - Portugal - Suède | - Belgique - Finlande - Pays-Bas - Suisse - Turquie | - Autriche | - Allemagne - Danemark - Yougoslavie |
| 5 points                     | 4 points                                | 3 points                                            | 2 points   | 1 point                              |
|                              | - France                                | - Islande                                           |            | - Israël                             |

Toto Cutugno interprète Insieme: 1992 en 19e position, après la Suède et avant l'Autriche. Au terme du vote final, l'Italie termine 1re sur 22 pays avec 149 points.